# Everyday (video)
Noah takes a photo of himself every day for 6 years (in italiano Noah si scatta una foto, ogni giorno, per sei anni), noto semplicemente come Everyday (in italiano Ogni giorno), è un video virale prodotto dal fotografo statunitense Noah Kalina e pubblicato su Vimeo e YouTube nell'agosto del 2006.
Il video, della durata di cinque minuti e quarantacinque secondi, è composto da una successione di fotografie del volto di Kalina realizzate quotidianamente da lui stesso ed inserite in ordine cronologico; gli scatti coprono un periodo di tempo di circa sei anni e mezzo (dall'11 gennaio 2000 al 31 luglio 2006).
Nel corso degli anni, Kalina ha realizzato altri due video di aggiornamento che, oltre alle fotografie del video originale, presentano ulteriori scatti fino al momento della loro pubblicazione: il primo è uscito nel settembre del 2012, mentre il secondo nel gennaio del 2020; quest'ultimo, quindi, copre un periodo di tempo di vent'anni esatti (dall'11 gennaio 2000 all'11 gennaio 2020).

## Noah Kalina
Noah Kalina, nato il 4 luglio 1980 a Centerport (New York), attualmente vive nella cittadina di Williamsburg (New York). In gioventù ha frequentato l'Harborfields High School e si è laureato presso la School of Visual Arts di Manhattan (New York).

## Video
Noah Kalina scattò la sua prima fotografia l'11 gennaio 2000, all'età di diciannove anni, e caricò il video su Vimeo l'8 agosto 2006 e su YouTube il 27 agosto 2006. Il video mostra le fotografie in ordine cronologico, ad una velocità di sei frame al secondo, il tutto accompagnato da un brano per pianoforte composto da Carly Comando; per tutta la successione delle foto, il viso di Kalina rimane al centro del video con una espressione apatica, senza esprimere alcun sentimento mentre lo sfondo cambia diverse volte a seconda di dove si trovava nel momento dello scatto. Ad oggi, il video conta poco più di 27 milioni di visualizzazioni su YouTube.

## Cultura di massa
Everyday venne incluso in un capitolo del Web Junk 20, del canale satellitare VH1, e nello spot del programma Roadrunner della televisione via cavo della Time Warner. William A. Ewing, direttore del Musée de l'Elysée disse, per mezzo di un articolo sul New York Times "Il video di Noah rappresenta un fenomeno amplificato non solo in quello che ha prodotto e nel modo in cui lo ha fatto, ma come ha commosso tanta gente. Non esiste niente di simile nella storia della fotografia"
L'intenzione iniziale di Kalina con Everyday era quella di fare un progetto fotografico, però la visione di un video di Ahree Lee che consisteva in una successione di ritratti dell'artista in un periodo di tempo lo spinse a creare un'opera analoga. Montò le sue fotografie in un video e lo caricò su YouTube. La musica fu composta appositamente da Carly Comando per il video di Kalina, i quali al tempo formavano una coppia.
Nel dicembre del 2006 Kalina pubblicò ventuno fotografie su Flickr, posando con alcune celebrità nordamericane come Paris Hilton, Lance Bass, David Hasselhoff e Jenna Jameson. Il network televisivo VH1 lo invitò a partecipare tra le vallette nella cerimonia del VH1 Big in '06 Awards; nel corso della trasmissione vennero mostrate diverse fotografie prima e dopo le interruzioni pubblicitarie.
Nel nono episodio della diciannovesima stagione de I Simpson (Se mi ubriachi cancello i Simpson) è presente una parodia di Everyday, in cui i trentanove anni della vita di Homer Simpson appaiono con la stessa colonna sonora del video di Kalina. Lo sketch termina con la tipica schermata di YouTube nella quale vengono mostrati i video correlati.